# Robin Givens
Pour les articles homonymes, voir Givens.
Robin Givens, née le 27 novembre 1964 à New York, est une actrice américaine.

## Biographie
Robin Simone Givens, fille de Ruth et Reuben Givens, est née à New York City le 27 novembre 1964. Robin est élevée avec sa sœur par leur mère dans le comté suburbain de Westchester, New York. Ruth aide ses filles en encourageant leur créativité ; cela influence leur intérêt pour les arts. En tant que jeune artiste, Robin joue du violon, puis elle choisit d'être comédienne à la place, et commence à suivre des cours à New York, à l'âge de dix ans, à l'académie américaine des arts dramatiques.
En 1980,à  quinze ans, Givens s'inscrit au Sarah Lawrence College en  première année dans une prépa de médecine.
Elle apparaît dans différents épisodes du Cosby Show, Beverly Hills 90210, de films de TV comme Avril Baxter, avant d'obtenir le rôle de Darlene Merriman dans la sitcom Sois prof et tais-toi !, qui la rend célèbre. La série est une comédie sur un groupe de lycéens placés dans une classe de surdoués. Elle apparaît également dans un épisode du Prince de Bel-Air.
Elle fait la couverture des journaux en épousant (1988) le boxeur Mike Tyson avec qui elle partage un manoir dans la banlieue riche de Bernardsville, dans le New Jersey. En 1989, ils divorcent, après que Givens a accusé Tyson de la tromper. Après son divorce, elle apparaît dans des émissions spéciales de TV, de nombreux téléfilms (notamment The Women of Brewster Place avec Oprah Winfrey et Vengeance à double face (A Face to Die For) avec Yasmine Bleeth) et certaines sitcoms, sans trop de succès.
Elle tient un des rôles principaux du film adapté de l'autobiographie éponyme L'Étudiant étranger de Philippe Labro en 1994.
En 1993, Givens adopte son premier fils, Michael. En 1997, elle épouse son instructeur de tennis, Svetozar Marinković, mais Givens demande le divorce quelques mois plus tard . En 1999, elle a un deuxième fils, William, avec son ex-petit ami, Murphy Jensen,. Elle a brièvement été en couple avec l'animateur de radio Howard Stern en 2000,.

## Filmographie

### Comme actrice
- 1985 : Cosby Show (saison 2 épisode 5) : Suzanne
- 1986 : Les Reines de la nuit (Beverly Hills Madam) d'Harvey Hart (téléfilm) : April Baxter
- 1986-1991 : Sois prof et tais-toi ! : Darlene Merriman
- 1991 : Rage in Harlem ou La Reine des pommes : Imabelle
- 1992 : Boomerang : Jacqueline Boyer
- 1994 : Le Prince de Bel-Air (Saison 5, épisode 23) : Denise
- 1994 : L'Étudiant étranger : April
- 2003 : Président par accident : Kim, l'ex fiancée
- 2003 : Anticorps (Antibody) : Rachel Saverini
- 2008 : Tout le monde déteste Chris (TV)(Saison 3, épisode 5) : Stacy
- 2006 : Take 3 de Georgette Hayden (téléfilm) : Diane McNeil
- 2009 : Chuck : Jane Bentley, directrice des opérations à la CIA
- 2011 : Suburgatory : Tulsa  (1 épisode)
- 2017 : Lucifer : Leila Simms (saison 2 épisode 3)
- depuis 2017 : Riverdale : Sierra McCoy (rôle récurrent)
- 2019 : The Fix : Julianne Johnson
- 2020 : Katy Keene : Sierra McCoy (saison 1, épisode 6)
- 2022 : KIMI de Steven Soderbergh : Mrs. Childs

### Comme réalisatrice
- 2020 : Je sais ce que tu m'as fait (Ann Rule's A Murder to Remember)[5]